# زراعة جراثيم البراز
زراعة جراثيم البراز (المعروفة أيضًا باسم نقائل البراز) هي عملية نقل جراثيم البراز أو جراثيم أخرى من فرد سليم إلى آخر. تمثّل عملية نقل جراثيم البراز علاجًا فعّالًا لتدبير العدوى بجرثومة المطثية العسيرة (التهاب القولون الغشائي الكاذب)، وقد تكون أفضل من العلاج باستخدام الفانكومايسين.
قد تتضمّن الآثار الجانبية لعملية نقل جراثيم البراز خطر نقل إنتان ما، لذا من الضرورة بمكان فحص المتبرّع بشكل جيّد، والهدف من العملية هو استعادة النبيت الجرثومي الطبيعي للأمعاء (الفلورا المعوية)، من خلال نقل البراز عبر تنظير هضمي سفلي، أو حقنة شرجية، أو أنبوب أنفي معدي، أو عن طريق كبسولة تحتوي على براز متبرّع سليم، يتناولها المريض فمويًّا، وتكون في بعض الحالات مجفّفة مجمّدة.
تزايد شيوع عملية نقل جراثيم البراز، مع زيادة تواتر عدوى المطثية العسيرة، ويقترح بعض الخبراء اعتبارها خط العلاج الأول لعلاج عدوى المطثية العسيرة. اُستخدمَت النقائل البرازية تجريبيًّا علاج أمراض هضمية أخرى مثل: التهاب القولون، والإمساك، وداء الأمعاء المتهيّجة، وبعض الحالات ذات المنشأ العصبي مثل: التصلّب اللويحي، وباركنسون. شُرّع استخدام النقائل البرازية كعلاج تجريبي في الولايات المتحدّة الأمريكية منذ عام 2013، ويخضع تنظيمها في المملكة المتّحدة لوكالة تنظيم الأدوية ومنتجات الرعاية الصحية.

## الاستخدامات الطبية

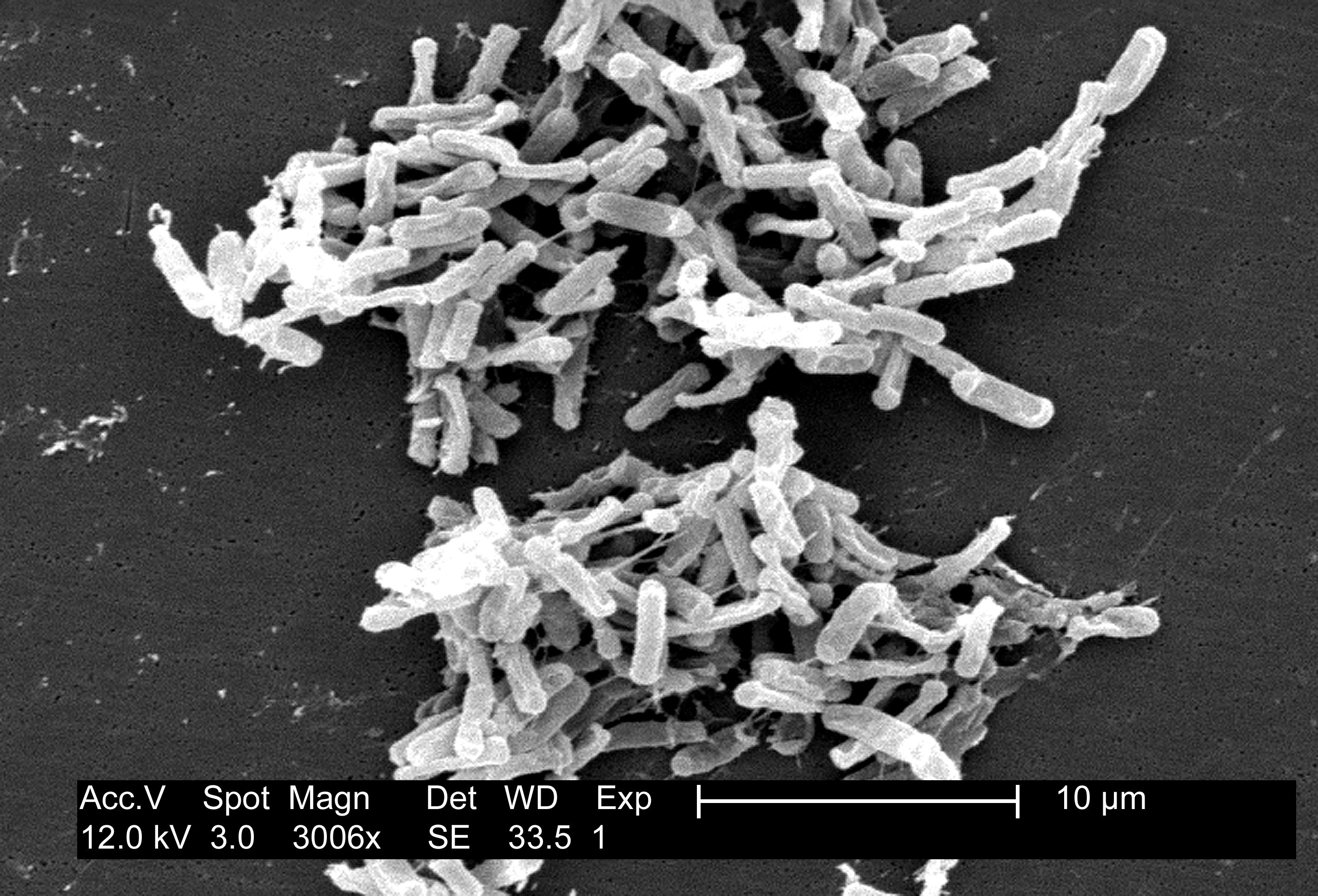
صورة مجهرية إلكترونية ماسحة لبكتيريا كلوستريديويدز ديفيسيل من عينة براز

### عدوى المطثية العسيرة
تعتبر عملية زراعة جراثيم البراز فعّالة في علاج عدوى المطثية الصعبة بنسبة 85-90%، عند المرضى الذين عولجوا بالصادات ولم تنجح، أو في حالة تكرّر الإنتان حتى بعد استخدام الصادات الحيوية. يتعافى معظم المرضى بعد إجراء نقيلة براز واحدة.
وجدت دراسة أجريت في عام 2009 أن زراعة جراثيم البراز إجراء فعال وبسيط، وأكثر فعّالية مقارنةً بالتكلفة من الاستخدام المستمر للصادات الحيوية، ويقلّل من المقاومة للصادات الحيوية.
يعتبر بعض العاملين في المجال الصحي زراعة جراثيم البراز خيار علاجي أخير، بعد فشل باقي العلاجات، بسبب طبيعته الغازية، والغريبة، وخطر نقل إنتانات أخرى، والرقابة غير الكافية لبرنامج «ميدي كير» على براز المتبرّع. تتجّه مواقف أخصائيو الأمراض المعدية بشكل متزايد نحو قبول العلاج بنقل جراثيم البراز كعلاج قياسي لعدوى المطثية العسيرة الناكسة لدى المرضى.
يوصى الآن باعتبار نقل جراثيم البراز عبر التنظير الهضمي خط العلاج الأول لدى مرضى المطثية العسيرة، في الحالات الناكسة وشديدة التدهور.

### حالات مرضية أخرى
عالج الأستاذ الأسترالي توماس بورودي في عام 1988 مريض مصاب بالتهاب الكولون القرحي، لأول مرّة باستخدام نقل جراثيم البراز، ما أدّى إلى تحسّن طويل الأمد للأعراض. نشر جاستين بينيت بعد ذلك أول تقرير حالة، يتناول علاج التهاب الكولون القرحي لديه باستخدام نقائل البراز. يحتاج علاج إنتان المطثية العسيرة إلى إجراء زراعة جراثيم البراز لمرّة واحدة، بينما يتطلّب علاج التهاب الكولون القرحي إلى حقن متعدّدة بشكل متكرّر، لعلاج المرض أو التدبير طويل الأمد.